# Абен, Айли Иоханновна
Айли Иоханновна Абен — советский хозяйственный, государственный и политический деятель.

## Биография
Родилась в 1935 году. Член КПСС с 1962 года.
С 1956 года — на хозяйственной, общественной и политической работе. В 1956—1990 гг. — учительница музыки в Таллинской детской музыкальной школе, учительница физики, заведующая учебной частью таллинской 1-й средней школы, заместитель директора, затем директор таллинской 42-й средней школы, второй секретарь, первый секретарь Морского райкома КП Эстонии города Таллина, заведующая отделом науки и учебных заведений ЦК КП Эстонии.
Избиралась депутатом Верховного Совета СССР 8-го созыва, Верховного Совета Эстонской ССР 10-го и 11-го созывов.
Живёт в Эстонии.